# Всероссийский научно-исследовательский институт телевидения и радиовещания
Всероссийский научно-исследовательский институт телевидения и радиовещания (ВНИИТР) — институт, специализирующийся по работам в области телевизионного вещания, магнитной видео- и звукозаписи, грамзаписи, радиовещания и радиовещательной акустики и др.

## История
Всероссийский научно-исследовательский институт телевидения и радиовещания известен с 1934 года. В это время в СССР была создана Центральная научно-исследовательская лаборатория Грампласттреста. Лаборатория занималась работами в области механической звукозаписи. Благодаря этим работам появилась возможность реставрировать старые механические грамзаписи.
В годы Великой Отечественной войны лаборатория занималась разработкой армейских звуковещательных станций. Эти станции занимались агитацией войск противника. С 1945 года из лаборатории вырос Всесоюзный научно-исследовательский институт звукозаписи (ВНАИЗ). В 1963 году этот институт был переименован в ВНИИ магнитной записи и технологии радиовещания и телевидения (ВНИИРТ), а в 1970 году переименован в ВНИИ телевидения и радиовещания (ВНИИТР).
В 1996 году предприятие стало открытым акционерным обществом.

## Работа института
Институт телевидения и радиовещания с момента своего создания занимался работами в области магнитной записи звука, применение записи для создания передач в радиовещании, телевидении, кинематографии.
В 1950-х годах институтом разработаны студийные и репортажные магнитофоны, в 1960—1970-х годах — видеомагнитофоны «Кадр-1» и «Кадр-3». В 1980 году институт участвовал в проведении телевизионных трансляций с XXII Олимпийских игр в Москве.
В 1982—1984 годах институтом разработаны видеомагнитофоны второго поколения «Кадр-103СЦ», используемые для телевизионного вещания, в 1987 году — приборы для определения параметров магнитофонных лент.
В 1990-е годы институт работал над вопросами создания телевидения высокой четкости, затем — над разработками приборов техники телерадиовещания: транскодерами, коммутаторами оптико-механическими устройствами для телекамер и др.
С 1994 года ВНИИТР занимается сертификациями в системе ГОСТ Р.

## Руководство
- С 1979 по 1987 год генеральный директор — Никаноров Сергей Иванович.[2]
- С 2014 года генеральный директор — Филипп Алексеевич Кармалито.

## Издания
ВНИИТР издает информационный бюллетень «Телерадиовещание».